# Ófærufoss
De Ófærufoss is een waterval in de Eldgjá (vuurkloof), een grote kloof in zuidcentraal IJsland. Het bijzondere aan deze tweetrappige waterval is, dat een natuurlijke brug de waterval oorspronkelijk overspande, maar na een vliedende storm in 1993 stortte die in.

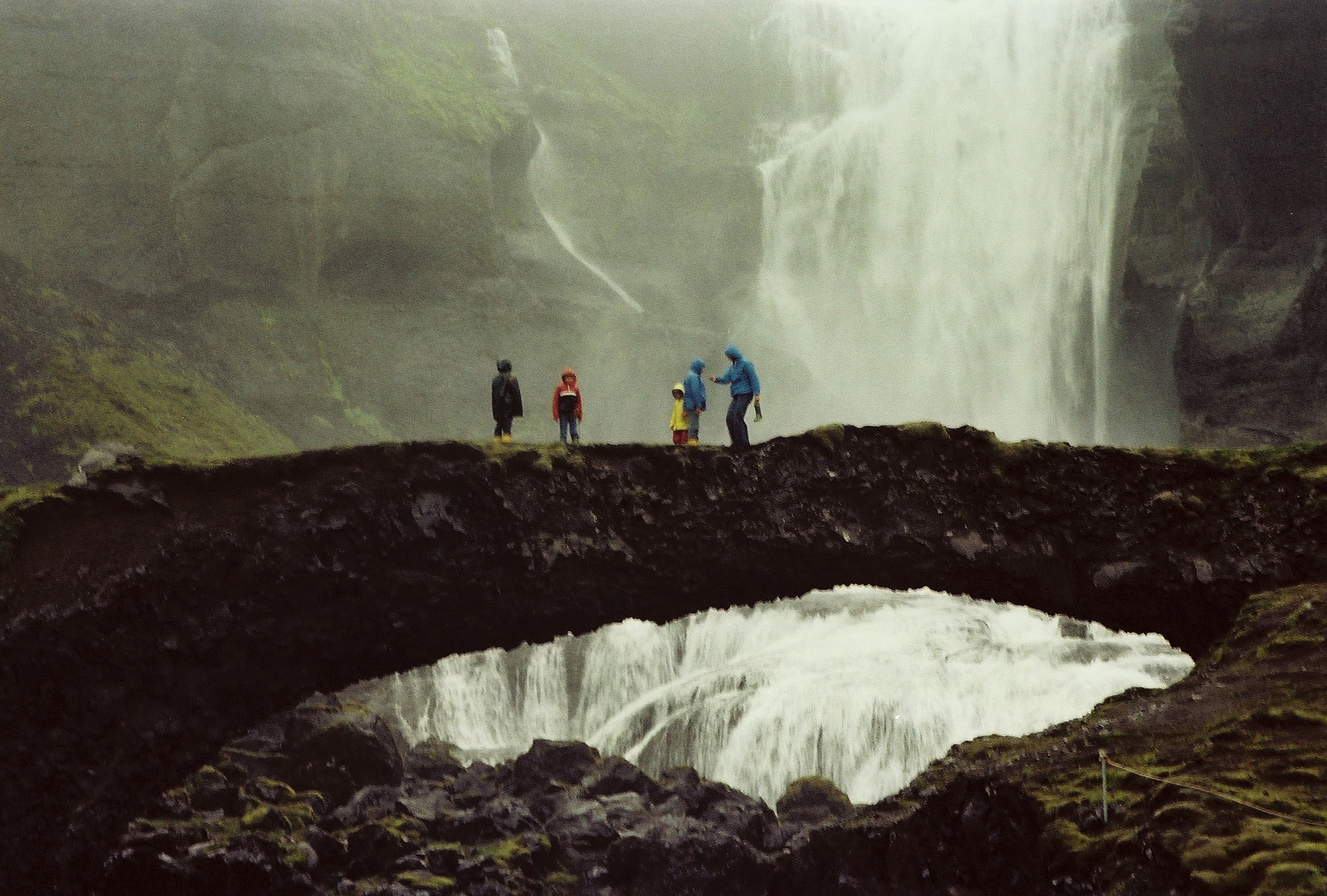
De natuurlijke brug in 1980.